# FIDE
FIDE är det internationella världsschackförbundet. Förkortningen står för Fédération internationale des échecs. FIDE är ansvarigt för att organisera Schack-OS.

## Historia
FIDE grundades i Paris den 20 juli 1924. Efter världsmästaren Aleksandr Alechins död 1946 organiserade man den första turneringen om Världsmästerskapen i schack 1948 som vanns av Michail Botvinnik. Man organiserade sedan världsmästarturningarna fram till 1992, då utbrytarorganisationen Professional Chess Association (PCA), ledd av världsmästaren Garri Kasparov och stormästaren Nigel Short bildades. Sedan 2018 leds FIDE av Arkadij Dvorkovitj.
FIDE:s motto är Gens una sumus ("Vi är ett folk").
FIDE har genom åren ofta fått utstå kritik: 1975 tog man från Bobby Fischer den officiella titeln då han vägrade försvara den i en match mot Anatolij Karpov. 1984 stoppade man en titelmatch mellan Karpov och Kasparov med förklaringen att båda spelarna var uttröttade efter månaders spel utan att någon hade vunnit 7 partier.
De senaste 15 åren har förbundet och dess president också upprepade gånger anklagats för korruption.

## FIDE-presidenter[3]
- 1924–1939 Alexander Rueb  Nederländerna
- 1939-1946 Augusto de Muro  Argentina
- 1946-1949 Alexander Rueb  Nederländerna
- 1949–1970 Folke Rogard  Sverige
- 1970–1978 Max Euwe  Nederländerna
- 1978–1982 Friðrik Ólafsson  Island
- 1982–1995 Florencio Campomanes  Filippinerna
- 1995–2018 Kirsan Iljumzjinov  Ryssland
- 2018- Arkadij Dvorkovitj  Ryssland